# Mesnil-St. Nicaise Churchyard
Mesnil-St. Nicaise Churchyard is een begraafplaats gelegen in de Franse plaats Mesnil-Saint-Nicaise (Somme). De militaire graven worden onderhouden door de Commonwealth War Graves Commission.
De begraafplaats telt 1 geïdentificeerd Gemenebest graf uit de Eerste Wereldoorlog.